# Constantes d'Oort
Pour les articles homonymes, voir Oort.

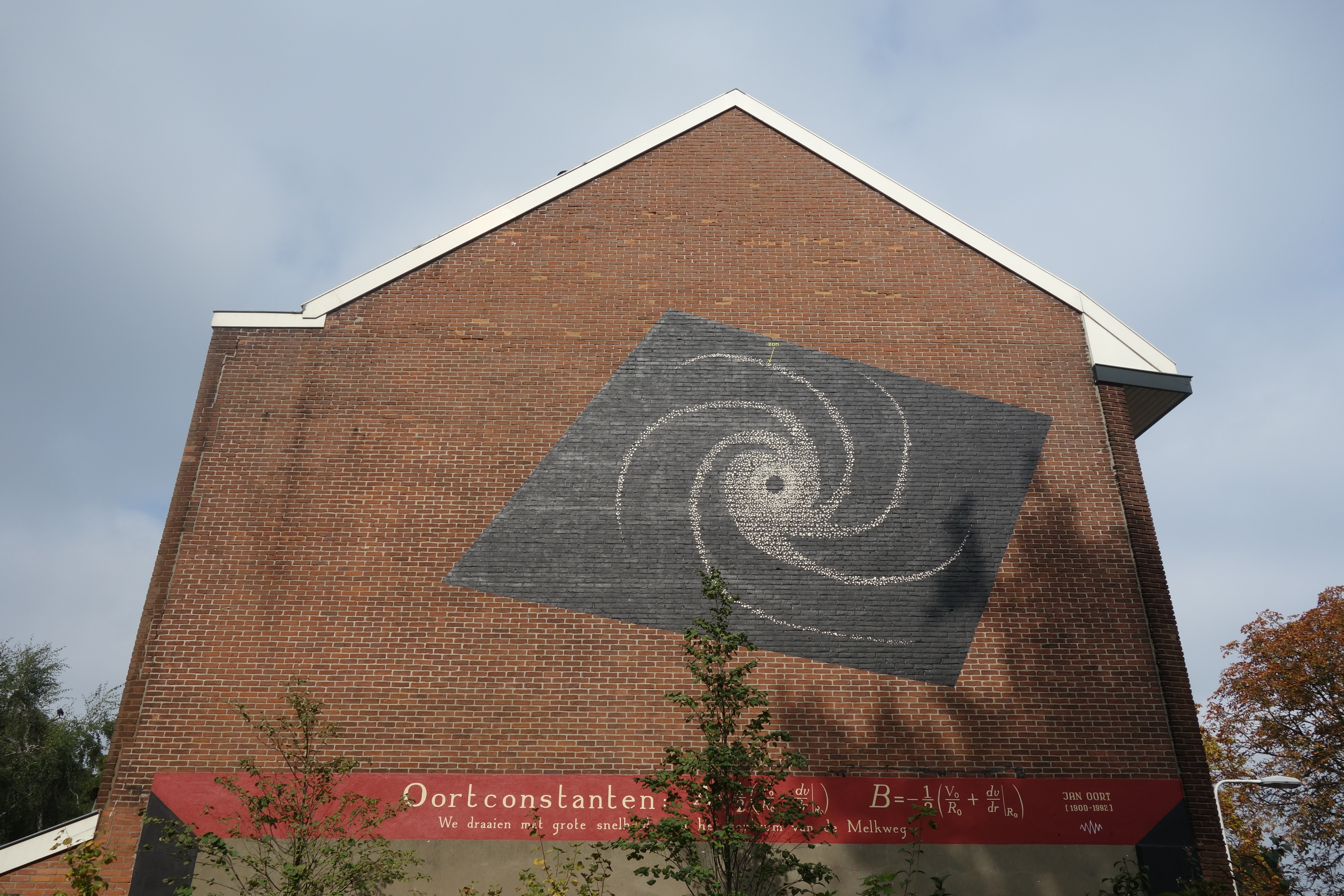
Constantes d'Oort (Leiden)

Les constantes d'Oort ou paramètres d'Oort sont des coefficients qui mesurent les propriétés du champ de vitesse dans le disque galactique au voisinage du Soleil. Elles sont nommées ainsi en l'honneur de l'astronome néerlandais Jan Oort qui les a introduites en 1927 en démontrant par là-même la réalité de la rotation des étoiles autour du centre de la Voie lactée.
Dans l'hypothèse où les trajectoires des étoiles dans les galaxies sont circulaires et que leur vitesse ne dépend que de leur distance au centre, il est possible observationnellement de déterminer la vitesse angulaire des étoiles dans le voisinage solaire, ainsi que sa dépendance locale par rapport à la distance du Soleil au centre galactique par la seule observation de la vitesse radiale et du mouvement propre d'autres étoiles proches par rapport au Soleil.

## Formule
Les constantes d'Oort sont au nombre de deux, notées A et B suivant les notations introduites par Oort en 1927. Elles interviennent dans la valeur prédite de la vitesse radiale Vr (mesurable par spectroscopie) et de la vitesse tangentielle {\displaystyle V_{\perp }}(mesurable par mouvement propre) des étoiles situées à une distance r du Soleil selon les formules 
{\displaystyle V_{r}=rA\sin(2(l-l_{0}))},
{\displaystyle V_{\perp }=rA\cos(2(l-l_{0}))+rB},
où l représente une longitude galactique dans un système de coordonnées galactiques dans lequel le centre galactique (a priori indéterminé) est situé à la longitude l0.
Les constantes d'Oort A et B ont la dimension d'une vitesse divisée par une longueur – c'est-à-dire de l'inverse d'un temps – et s'expriment traditionnellement en km s−1 kpc−1. Elles sont reliées à la vitesse orbitale V au voisinage solaire et à sa dérivée par rapport à la distance R au centre par :
- {\displaystyle A={\frac {1}{2}}\left({\frac {V}{R}}-{\frac {{\rm {d}}V}{{\rm {d}}R}}\right)},
- {\displaystyle B=-{\frac {1}{2}}\left({\frac {V}{R}}+{\frac {{\rm {d}}V}{{\rm {d}}R}}\right)},

ces valeurs étant évaluées au voisinage solaire. 

## Cas particuliers

### Rotation solide
Dans le cas où la galaxie est animée d'une rotation solide, c'est-à-dire d'une vitesse angulaire V/R indépendante de la distance, alors la quantité A est nulle et la quantité B est égale à l'opposé de la vitesse angulaire :
{\displaystyle A_{\rm {s}}=0},
{\displaystyle B_{\rm {s}}=-{\frac {V}{R}}}.

### Rotation képlérienne
Si la masse de la galaxie est concentrée au centre, alors la vitesse varie conformément à la troisième loi de Kepler, c'est-à-dire selon
{\displaystyle V_{\rm {K}}^{2}\propto {\frac {1}{R}}}.
À ce moment-là, A et B sont reliées par
{\displaystyle A_{\rm {K}}={\frac {3}{4}}{\frac {V}{R}}},
{\displaystyle B_{\rm {K}}={\frac {1}{4}}{\frac {V}{R}}={\frac {1}{3}}A_{\rm {K}}}.

### Courbe de rotation plate
Si le profil de densité est tel que la vitesse est indépendante de la distance, comme cela est observé dans la périphérie de nombreuses galaxies spirales, alors le terme en dérivée est nul et A et B sont opposées :
{\displaystyle A_{\rm {p}}={\frac {1}{2}}{\frac {V}{R}}},
{\displaystyle B_{\rm {p}}=-{\frac {1}{2}}{\frac {V}{R}}}.

## Utilisation
Dans l'hypothèse où la quantité A n'est pas nulle, il apparaît une modulation à la fois dans la vitesse radiale et dans le mouvement propre qui donne la direction du centre galactique, vers laquelle la vitesse radiale est nulle et le mouvement propre est maximal. La cohérence du modèle est alors observée par le fait que la modulation de la vitesse tangentielle {\displaystyle V_{\perp }} est en quadrature avec la vitesse radiale (l'une est maximale en valeur absolue quand l'autre est nulle). 
Dans tous les cas, la mesure de A ou B à une valeur non nulle permet de prouver la rotation galactique. Si une modulation est observée dans la vitesse radiale et/ou tangentielle, alors on met en évidence la rotation différentielle de la Galaxie, ce qu'Oort fut le premier à réaliser en 1927, bien que d'autres avant lui en aient eu l'intention (notamment Bertil Lindblad qu'Oort cite abondamment dans son article de 1927). 

## Valeurs numériques
La quantité A est la plus facile à mesurer, car elle se fait à l'aide des vitesses radiales, dont la mesure est aisée quelle que soit la distance. Celle de B est considérablement plus ardue, car elle nécessite la connaissance de mouvements propres à une haute précision. De plus, le mouvement des étoiles n'est en général pas circulaire. Pour mettre en évidence le résultat, il est donc nécessaire de moyenner le mouvement des étoiles dans une région donnée. À ceci s'ajoute que le Soleil lui-même a une trajectoire s'écartant significativement d'une orbite circulaire. Ainsi, la vitesse radiale et la vitesse tangentielle sont-elles affectées par la composante supplémentaire venant du mouvement propre du Soleil, composante qui doit être enlevée avant d'estimer A et B. Observationnellement, cette composante supplémentaire affecte la direction vers laquelle se déplace le Soleil dans notre Galaxie, direction appelée apex solaire dont la connaissance précise est cruciale pour bien évaluer les mouvements des galaxies voisines de la nôtre au sein de la structure appelée Groupe local.
Les valeurs communément admises aujourd'hui sont :
{\displaystyle A=(14,4\pm 1,\!2)\;{\rm {km}}\cdot {\rm {s}}^{-1}\cdot {\rm {kpc}}^{-1}},
{\displaystyle B=(-12,0\pm 2,8)\;{\rm {km}}\cdot {\rm {s}}^{-1}\cdot {\rm {kpc}}^{-1}}.
L'incertitude plus grande sur B résulte de la plus grande difficulté à la mesurer, comme évoqué ci-dessus. 
Avec ces valeurs on obtient : A – B = V / R = 26,4 km s−1 kpc−1 et  – A – B = dV / dR = – 2,4  km s−1 kpc−1 et A = 0,545 (V / R) et B = – 0,455 (V / R).  
Selon l'IMCC, A – B = V / R = 25,9 km s−1 kpc−1, une valeur compatible avec V = 220 km s−1 et R = 8,5 kpc ; ce sont là les valeurs recommandées en 1985 par l'UAI, qui sont relativement proches des meilleures valeurs expérimentales : 222 ± 20 km s−1 et 8,122 ± 0,031 kpc (on trouve de fait toute une série de valeurs expérimentales assez symétriquement situées de part et d'autre, soit entre 200 et 250 km s−1 et entre 7,4 et 8,7 kpc !).  
En 1997, les données du satellite Hipparcos (lancé en 1989) ont été utilisées pour dériver les valeurs de A = 14,82 ± 0,84 km s−1 kpc−1 et de B = – 12,37 ± 0,64 km s−1 kpc−1, soit :  – A – B = dV / dR = – 2,45 ± 1,48 km s−1 kpc−1 et A – B = V / R = 27,19 ± 1,48 km s−1 kpc−1, soit aussi : A = 0,545 (V / R) et B = – 0,455 (V / R).   
Actuellement, les récentes données du satellite Gaia (lancé en 2013) donnent  A = 15,3 ± 0,4 km s−1 kpc−1 et B = – 11,9 ± 0,4 km s−1 kpc−1 ; on a donc  – A – B = dV / dR = – 3,4 ± 0,8 km s−1 kpc−1 et A – B = V / R = 27,2 ± 0,8 km s−1 kpc−1, soit aussi : A = 0,5625 (V / R) et B = – 0,4375 (V / R). Si ces derniers coefficients valaient exactement ±0,5, on aurait dV / dR = 0 et la rotation de la Galaxie serait rigoureusement constante quel que soit le rayon.   
La valeur de V / R permet de mieux fixer l'« année galactique » à 226 ± 7 millions d'années (estimée habituellement entre 225 et 250 millions d'années).  
Numériquement, A et B sont opposées dans la limite des barres d'erreur, ce qui s'interprète comme une indication que le Soleil est situé dans la partie de courbe de rotation plate de notre Galaxie, résultat cohérent avec la valeur de la distance du Soleil au centre galactique comparée à l'extension spatiale totale de notre Galaxie. 

## L'étude du voisinage solaire avec les constantes d'Oort
On observe que les constantes d'Oort prennent des valeurs différentes selon le type de population stellaire étudiée. Cela résulte du fait que le voisinage solaire possède diverses régions de formation d'étoiles, d'où certaines populations jeunes sont préférentiellement issues. La ceinture de Gould, identifiée de longue date (par Benjamin Gould en 1879), est ainsi également mise en évidence par le biais qu'elle induit dans la détermination des constantes d'Oort.